# Страхование имущества
Страхование имущества − вид страхования, в котором в качестве объекта страхования выступает имущественный интерес, связанный с владением, пользованием и распоряжением имуществом. Осуществляется преимущественно в форме добровольного страхования, за исключением страхования государственного имущества, передаваемого в аренду. Страхователями выступают любые предприятия и организации различной организационно-правовой формы, а также физические лица
.

## Заключение договора страхования имущества
По договорам страхования имущества может быть застрахована любая часть (группа) имущества. Юридические и физические лица могут застраховать имущество как в полной его оценке, то есть по действительной, реальной стоимости, так и в определенной доле. При страховании имущества страховая сумма не может превышать его действительной стоимости на момент заключения договора. Под действительной стоимостью имущества чаще всего понимается восстановительная (балансовая) стоимость. Стороны не могут оспаривать страховую стоимость имущества, определенную в договоре страхования, за исключением случаев, когда страховщик докажет, что он был намеренно введен в заблуждение страхователем. Если страховая сумма, определенная договором страхования, превышает страховую стоимость имущества, договор является недействительным в силу закона в той части страховой суммы, которая превышает действительную стоимость имущества на момент заключения договора.
Договоры страхования имущества могут быть заключены на один год и на неопределенный срок с ежегодным перерасчетом стоимости имущества и суммы годовых платежей.
Договор, заключенный на неопределенный срок, считается продленным на следующий год при условии внесения до окончания текущего года определенной части (обычно 20-25 %) страховых платежей, рассчитанных на следующий год.

## Двойное страхование
Под двойным (иногда называемым многократным) страхованием понимается страхование одного и того же имущества у разных страховщиков на сумму, превышающую его действительную стоимость. Закон (ст. 951 ГК РФ) предусматривает ничтожным договор страхования в той части, которая превышает страховую стоимость. Это положение является общим для всех видов имущественного страхования.
В отношении двойного страхования в имущественном страховании действуют следующие правила:
- Если страхователь страхует уже застрахованное имущество в других страховых организациях, он должен незамедлительно в письменном виде сообщить страховщику сведения о других страховщиках и страховых суммах.
- При наступлении страхового случая каждый из страховщиков выплачивает не полную сумму страховой выплаты, а только её часть, пропорциональную доле полученной им страховой премии в суммарном объеме страховых премий, полученных всеми страховщиками в процессе двойного страхования.

## Страховое покрытие
В условиях страхования предусматривается перечень страховых рисков, которые определяют различные виды страхования имущества. Определение перечня страховых случаев производится на основе двух подходов (методов):
1. Метод исключения (страхование «от всех рисков»), который предполагает, что в общих условиях и правилах конкретного вида страхования содержится перечень страховых случаев, при наступлении которых страховщик не несет ответственности, то есть страховое возмещение не выплачивается. Во всех остальных случаях гибели и/или повреждения имущества страховое возмещение выплачивается.
2. Метод включения (страхование «от поименованных рисков»), который предполагает, что в условиях и правилах страхования содержится полный перечень страховых случаев, при наступлении которых выплачивается страховое возмещение. Во всех остальных случаях страховщик не несет ответственности за убытки.

Одним из условий страхования имущества часто является определение франшизы — неоплачиваемой части ущерба. Размер франшизы примерно равен затратам страховщика на определение суммы ущерба. Франшиза может быть условной и безусловной. Условная франшиза определяет неоплачиваемую часть ущерба в том случае, если размер ущерба меньше её значения. Если размер ущерба превышает размер условной франшизы, то она не учитывается при определении размера ущерба. Безусловная франшиза определяет неоплачиваемую часть ущерба независимо от его размера. Франшиза устанавливается в процентах к страховой сумме или в абсолютном значении.

## Порядок возмещения ущерба
В страховании имущества при заключении договора страхования не на полную стоимость имущества действуют две системы возмещения ущерба: система пропорционального возмещения и система первого риска.
1. При системе пропорционального страхового возмещения страхователю возмещается не вся сумма ущерба, а лишь столько процентов, на сколько застраховано имущество. Например, если застраховано имущество на 60 %, а не в полной стоимости, то сумма ущерба подлежит возмещению лишь в пределах 60 %. Предел страховой ответственности ограничен страховой суммой. Эта система является более распространенной.
2. При системе первого риска предусматривается полное возмещение ущерба, но не более страховой суммы, установленной в договоре страхования (в пределах полной стоимости имущества). Если сумма ущерба оказалась больше страховой суммы, то разница не возмещается. При этом ущерб в пределах страховой суммы называется первым (возмещаемым) риском, а сверх страховой суммы — вторым (невозмещаемым) риском.

В имущественном страховании действует принцип контрибуции.

## Возвращенное имущество
Если страхователь обнаруживает местонахождение утраченного имущества, он обязан незамедлительно сообщить об этом страховщику в письменном виде. Если страхователь возвращает в своё владение какое-либо утраченное ранее имущество после того, как получил возмещение за него в полном размере от стоимости этого имущества, то страхователь должен вернуть возмещение или предоставить имущество в распоряжение страховщика. Если страхователь должен предоставить в распоряжение страховщика полученное обратно имущество, то он должен передать страховщику право владения, собственности и другие права, возникающие в отношении этого имущества.
Если договором страхования при получении страхователем страхового возмещения предусмотрен абандон, то возвращённое имущество переходит в собственность страховщика.

## Подвиды страхования имущества
Страхование имущества включает в себя:
- Страхование имущества предприятий и организаций
- Страхование домов и строений, принадлежащих гражданам
- Страхование домашнего имущества
- Страхование грузов
- Страхование каско
- Страхование водного транспорта
- Страхование воздушного транспорта
- Сельскохозяйственное страхование
- Страхование убытков, вызванных остановкой производства
- Страхование космической техники
- Страхование денежной наличности на время перевозки
- Страхование инвестиций
- Страхование электронного оборудования

## Обязательное страхование имущества граждан в СССР
В СССР с 1 января 1983 года было введено обязательное государственное страхование имущества граждан. Объектами страхования выступали строения (жилые дома, садовые домики, дачи и хозяйственные постройки), а также домашний скот.